# Tia Hellebaut
Pour les articles homonymes, voir Hellebaut.
Tia Hellebaut, née le 16 février 1978 à Anvers, est une athlète belge qui pratiquait l'heptathlon et surtout le saut en hauteur de 2001 à 2008.
Elle a été athlète professionnelle de 2001 à octobre 2005 chez Atletiek Vlaanderen puis au BLOSO de novembre 2005 jusqu'en décembre 2008, date à laquelle elle décide de mettre un terme à sa carrière pour cause de maternité. Le mardi 16 février 2010, après avoir repris un entraînement acharné, elle décide d'annoncer à la presse son retour à la compétition. Celui-ci sera de courte durée, puisqu'elle annonce une deuxième grossesse au mois d'août de la même année. Elle donne naissance à sa deuxième fille prénommée Saartje le 15 février 2011.
Elle remporte la médaille d'or du saut en hauteur aux Jeux olympiques de Pékin en 2008. Ce sera la seule médaille d'or de la délégation belge lors de ces jeux avant la disqualification des Russes en 4 × 100 mètres féminin, permettant à la Belgique de récupérer la première place.
En 2009, le roi Albert II de Belgique lui octroie la Grand-croix de l'ordre de la Couronne.

## Biographie
Née sous le nom de Tia Van Haver, le 16 février 1978 à Anvers, elle prend le nom de son beau-père à l'âge de 16 ans. Elle vit avec son entraîneur Wim Vandeven.
Elle participe en 2001 aux Championnats du monde d'Edmonton où elle se classe quatorzième de l'heptathlon (5 680 points). Deux ans plus tard, lors de ces mêmes championnats mais à Paris, elle ne termine pas l'épreuve.
En 2004, elle se classe cinquième du pentathlon des Championnats du monde en salle de Budapest avec 4 526 points, peu après avoir réalisé 4 589 points lors des Championnats de France d'Aubière. Aux Jeux olympiques d'Athènes, après avoir égalé son record à 1,95 m en qualifications du saut en hauteur, elle termine douzième de cette finale (1,85 m). En 2005, elle termine sixième des Championnats du monde d'Helsinki (1,93 m), à seulement trois centimètres de la médaille de bronze (Emma Green 1,96 m).

### 2006: championne d'Europe
Le 2 juin 2006 à Oslo, Tia Hellebaut devient la première Belge à effacer la barre des 2 mètres au saut en hauteur. Elle égale cette marque à Paris quelques jours plus tard. Elle se place en cette année comme l'une des meilleures sauteuses mondiales et fait partie des prétendantes au podium des Championnats d'Europe de Göteborg où elle est sacrée championne d'Europe avec une barre à 2,03 m, signant au passage un nouveau record de Belgique. Elle devance Venelina Veneva-Mateeva (2,03 m) et Kajsa Bergqvist (2,01 m).
Cette victoire a été particulièrement remarquée, car quelques minutes après, son amie et compatriote Kim Gevaert remportait la finale du 200 m. Les images des deux athlètes réalisant ensemble un tour d’honneur, drapées dans le même drapeau national, marquent l’histoire du sport belge.

### 2007: titre continental et blessure
En 2007, malgré la réalisation de la quatrième performance mondiale de tous les temps sur le pentathlon lors des Championnats de France en salle à Aubière (4 877 points), Hellebaut ne s'aligne que sur le saut en hauteur lors des Championnats d'Europe en salle à cause d'une maladie. Elle remporte le titre continental avec 2,05 m, nouveau record national. Elle tente un essai à 2,09 m pour un nouveau record du monde mais échoue.
Le reste de sa saison 2007 est entravé par une blessure à la cheville et ne se classe en conséquence que 14e des Championnats du monde d'Osaka (1,90 m).

### 2008: championne du monde en salle et championne olympique
Pour le début de la saison 2008, Tia Hellebaut décide de se consacrer à nouveau aux concours multiples et devient championne du monde de pentathlon lors des championnats du monde en salle de Valence avec 4 867 points, à seulement 10 points de son record établit l'année précédente.
Le 23 août 2008, la Belge devient la première championne olympique belge de saut en hauteur, en battant la grande favorite Blanka Vlašić. Elle franchit une barre de 2,05 m, battant du même coup son record personnel à l'extérieur (elle avait déjà franchi cette hauteur en salle lors des championnats d'Europe 2007 à Birmingham).
En décembre 2008, Tia Hellebaut annonce qu'elle est enceinte et met fin à sa carrière sportive qu'elle reprendra finalement le 16 février 2010 après la naissance de sa fille Lotte, née le
En 2012, Hellebaut se classe cinquième des Championnats du monde en salle d'Istanbul avec 1,95 m, même barre que les trois médaillées d'argent Ebba Jungmark (Suède), Anna Chicherova (Russie) et Antonietta Di Martino (Italie). Durant la saison estivale, elle participe à de nombreux meetings de la Ligue de diamant où elle se classe notamment deuxième à Oslo (1,93 m) et à Londres (1,97 m). Elle participe ensuite aux Jeux olympiques de Londres où elle égale cette marque d'1,97 m pour terminer à la cinquième place. Huit jours plus tard, la Belge réalise à nouveau 1,97 m lors du meeting d'Eberstadt.

### Fin de carrière (2013)
Après un début de saison très prometteur en 2013 où elle franchit notamment 1,97 m à Eaubonne, Tia se classe 8e de la finale de saut en hauteur aux championnats d'Europe en salle de Göteborg (1,87 m). 
À la suite de cette contre-performance, elle décide de mettre un terme à sa carrière de sportive de haut niveau durant une conférence de presse le 6 mars 2013. Elle explique durant cette conférence « n'avoir plus la force mentale nécessaire » pour se battre durant les compétitions et dit éprouver des difficultés pour combiner la vie de mère et de sportive. 
Sa décision est immédiatement saluée par de nombreuses personnalités politiques et du monde sportif, notamment le Premier ministre belge, Elio Di Rupo, qui la félicite pour « l'ensemble de sa carrière et de sa contribution à l'athlétisme belge » et lui souhaite bonne chance pour la suite.

### Après-carrière
Tia Hellebaut est élue en avril 2023 membre du Conseil de l'Association européenne d'athlétisme pour quatre ans.

## Palmarès
| Date | Compétition                    | Lieu             | Résultat | Épreuve    | Marque    |
| ---- | ------------------------------ | ---------------- | -------- | ---------- | --------- |
| 2001 | Championnats du monde          | Edmonton         | 14e      | Heptathlon | 5 680 pts |
| 2003 | Championnats du monde          | Paris            | —        | Heptathlon | DNF       |
| 2004 | Championnats du monde en salle | Budapest         | —        | Hauteur    | DNS       |
| 2004 | Championnats du monde en salle | Budapest         | 5e       | Pentathlon | 4 526 pts |
| 2004 | Jeux olympiques                | Athènes          | 12e      | Hauteur    | 1,85 m    |
| 2005 | Championnats du monde          | Helsinki         | 6e       | Hauteur    | 1,93 m    |
| 2006 | Championnats du monde en salle | Moscou           | 6e       | Hauteur    | 1,96 m    |
| 2006 | Championnats d'Europe          | Göteborg         | 1re      | Hauteur    | 2,03 m    |
| 2006 | Finale mondiale                | Stuttgart        | 2e       | Hauteur    | 1,98 m    |
| 2006 | Coupe du monde des nations     | Athènes          | 2e       | Hauteur    | 1,97 m    |
| 2006 | Golden League                  | Golden League    | 1re      | Hauteur    | détails   |
| 2007 | Championnats d'Europe en salle | Birmingham       | 1re      | Hauteur    | 2,05 m    |
| 2007 | Championnats du monde          | Osaka            | 14e      | Hauteur    | 1,90 m    |
| 2007 | Golden League                  | Golden League    | 6e       | Hauteur    | détails   |
| 2008 | Championnats du monde en salle | Valence          | —        | Hauteur    | DNS       |
| 2008 | Championnats du monde en salle | Valence          | 1re      | Pentathlon | 4 867 pts |
| 2008 | Jeux olympiques                | Pékin            | 1re      | Hauteur    | 2,05 m    |
| 2008 | Finale mondiale                | Stuttgart        | 2e       | Hauteur    | 1,97 m    |
| 2010 | Championnats d'Europe          | Barcelone        | 5e       | Hauteur    | 1,97 m    |
| 2012 | Championnats du monde en salle | Istanbul         | 5e       | Hauteur    | 1,95 m    |
| 2012 | Jeux olympiques                | Londres          | 4e       | Hauteur    | 1,97 m    |
| 2012 | Ligue de diamant               | Ligue de diamant | 3e       | Hauteur    | détails   |
| 2013 | Championnats d'Europe en salle | Göteborg         | 8e       | Hauteur    | 1,87 m    |

## Records
| Épreuve           | Performance   | Lieu          | Date         |
| ----------------- | ------------- | ------------- | ------------ |
| 100 mètres haies  | 13 s 91       | Oordegem-Lede | 21 mai 2006  |
| Saut en hauteur   | ?             | ?             | ?            |
| Lancer du poids   | 13,10 m       | Herve         | 21 août 1999 |
| 200 mètres        | 24 s 65       | Oordegem-Lede | 21 mai 2006  |
| Saut en longueur  | 6,44 m        | Odense        | 24 juin 2007 |
| Lancer du javelot | 44,37 m       | Edmonton      | 5 août 2001  |
| 800 mètres        | 2 min 14 s 75 | Götzis        | 28 mai 2006  |
| Heptathlon        | 6 201 pts     | Götzis        | 28 mai 2006  |

| Épreuve          | Performance   | Lieu    | Date            |
| ---------------- | ------------- | ------- | --------------- |
| 60 mètres haies  | 8 s 34        | Gand    | 11 février 2007 |
| Saut en hauteur  | ?             | ?       | ?               |
| Lancer du poids  | 13,85 m       | Valence | 7 mars 2008     |
| Saut en longueur | 6,42 m        | Gand    | 11 février 2007 |
| 800 mètres       | 2 min 15 s 13 | Gand    | 11 février 2007 |
| Pentathlon       | 4 877 pts     | Gand    | 11 février 2007 |

| Épreuve         | Performance | Lieu  | Date         |
| --------------- | ----------- | ----- | ------------ |
| Saut en hauteur | 2,05 m NR   | Pékin | 23 août 2008 |

| Épreuve         | Performance | Lieu       | Date        |
| --------------- | ----------- | ---------- | ----------- |
| Saut en hauteur | 2,05 m NR   | Birmingham | 3 mars 2007 |

## Récompenses
- Spike d'Or : 2006, 2008 et 2012, 2e en 2004, 2005, 2007 et 2010
- Sportive belge de l'année : 2008, 3e en 2006 et 2007
- Trophée national du Mérite sportif : 2006
- Grand-croix de l'ordre de la Couronne : 2009